# Franz Heinzer
 (février 2025).
Si vous disposez d'ouvrages ou d'articles de référence ou si vous connaissez des sites web de qualité traitant du thème abordé ici, merci de compléter l'article en donnant les références utiles à sa vérifiabilité et en les liant à la section « Notes et références ».
Franz Heinzer, né le 11 avril 1962 à Schwyz, est un skieur alpin suisse qui a mis un terme à sa carrière sportive à la fin de la saison 1994.

## Biographie
Avec 15 succès en descente en coupe du monde de ski, il est le 4e skieur en nombre de victoires dans cette discipline. Il a remporté à 3 reprises et consécutivement, entre 1991 et 1993, le classement de la coupe du monde de descente. En 1991, il devient champion du monde de descente à Saalbach.
Son palmarès olympique est par contre vierge. En 1994, après un début de saison difficile, il chute lourdement à Kitzbühel alors qu'il revenait en forme. De retour en compétition in extremis juste avant les Jeux olympiques de Lillehammer, il est l'un des favoris de la descente après avoir signé de bons chronos aux entraînements, mais il voit ses espoirs réduits à néant lorsque sa fixation de ski s'ouvre dès la sortie du portillon de départ. Il finira la saison par trois places dans le top 5 lors des 3 dernières descentes de cette saison de coupe du monde avant de mettre un terme à sa carrière à l'âge de 31 ans.
Depuis 2003, il est entraîneur de Swiss-ski.

## Palmarès

### Jeux olympiques
| Épreuve / Édition   | Descente | Super G |
| JO 1988 Calgary     | 18e      | 15e     |
| JO 1992 Albertville | 6e       | Ab.     |
| JO 1994 Lillehammer | Ab.      | —       |

Légende :
- — : n'a pas participé à cette épreuve

### Championnats du monde
| Épreuve / Édition           | Descente | Super G |
| Mondiaux 1982 Schladming    | 4e       | —       |
| Mondiaux 1985 Bormio        | 4e       | —       |
| Mondiaux 1987 Crans-Montana | 4e       | —       |
| Mondiaux 1989 Vail          | —        | 11e     |
| Mondiaux 1991 Saalbach      | Or       | 10e     |
| Mondiaux 1993 Morioka       | 10e      | —       |

Légende :
- : première place, médaille d'or
- — : n'a pas participé à cette épreuve

### Coupe du monde
- Meilleur résultat au classement général : 3e en 1993
  - Vainqueur de la coupe du monde de descente en 1991, 1992 et 1993
  - Vainqueur de la coupe du monde de super-G en 1991
  - 17 victoires : 15 descentes et 2 combinés
  - 45 podiums

#### Différents classements en coupe du monde
| Saison / Épreuve | Saison / Épreuve | Général | Général | Descente | Descente | Slalom | Slalom | Géant  | Géant  | Super G | Super G | Combiné | Combiné |
| ---------------- | ---------------- | ------- | ------- | -------- | -------- | ------ | ------ | ------ | ------ | ------- | ------- | ------- | ------- |
| Saison / Épreuve | Saison / Épreuve | Class.  | Points  | Class.   | Points   | Class. | Points | Class. | Points | Class.  | Points  | Class.  | Points  |
| 1981             | 1981             | 36e     | 43      | 10e      | 43       | -      | -      | -      | -      | -       | -       | -       | -       |
| 1982             | 1982             | 26e     | 50      | 10e      | 50       | -      | -      | -      | -      | -       | -       | -       | -       |
| 1983             | 1983             | 26e     | 72      | 19e      | 23       | -      | -      | 19e    | 24     | -       | -       | 9e      | 25      |
| 1984             | 1984             | 6e      | 129     | 8e       | 66       | -      | -      | 18e    | 26     | -       | -       | 4e      | 37      |
| 1985             | 1985             | 5e      | 137     | 6e       | 73       | -      | -      | 36e    | 9      | -       | -       | 2e      | 55      |
| 1986             | 1986             | 13e     | 124     | 9e       | 68       | -      | -      | -      | -      | 10e     | 24      | 8e      | 32      |
| 1987             | 1987             | 12e     | 84      | 3e       | 90       | -      | -      | -      | -      | 25e     | 9       | -       | -       |
| 1988             | 1988             | 8e      | 112     | 3e       | 94       | -      | -      | -      | -      | 16e     | 10      | 13e     | 8       |
| 1989             | 1989             | 31e     | 46      | 14e      | 41       | -      | -      | -      | -      | 20e     | 5       | -       | -       |
| 1990             | 1990             | 17e     | 96      | 7e       | 84       | -      | -      | -      | -      | 21e     | 10      | 21e     | 2       |
| 1991             | 1991             | 4e      | 199     | 1er      | 159      | -      | -      | -      | -      | 1er     | 40      | -       | -       |
| 1992             | 1992             | 5e      | 842     | 1er      | 649      | -      | -      | -      | -      | 7e      | 193     | -       | -       |
| 1993             | 1993             | 3e      | 828     | 1er      | 527      | -      | -      | -      | -      | 3e      | 301     | -       | -       |
| 1994             | 1994             | 36e     | 239     | 16e      | 212      | -      | -      | -      | -      | 29e     | 27      | -       | -       |

#### Détail des victoires
| Saison / Épreuve | Descente                                            | Combiné                       | Total |
| 1983             | –                                                   | / Val Gardena I / Val-d'Isère | 1     |
| 1984             | Val-d'Isère                                         | Val-d'Isère                   | 2     |
| 1986             | Åre II                                              | –                             | 1     |
| 1987             | Laax                                                | –                             | 1     |
| 1988             | Beaver Creek I                                      | –                             | 1     |
| 1991             | Val Gardena I Kitzbühel Aspen Lake Louise II        | –                             | 4     |
| 1992             | Val Gardena Kitzbühel I Kitzbühel II Wengen         | –                             | 4     |
| 1993             | Garmisch I (Arlberg-Kandahar) Sankt Anton Veysonnaz | –                             | 3     |
| Total            | 15                                                  | 2                             | 17    |

### Arlberg-Kandahar
- Vainqueur de la descente 1993 à Garmisch